# Katajakannonsaari
Katajakannonsaari är en ö i Finland. Den ligger i sjön Vuohijärvi och i kommunen Kouvola i den ekonomiska regionen  Kouvola ekonomiska region  och landskapet Kymmenedalen, i den södra delen av landet, 140 km nordost om huvudstaden Helsingfors. Öns area är 0,3 hektar och dess största längd är 70 meter i öst-västlig riktning.